# Nationales Streikdenkmal

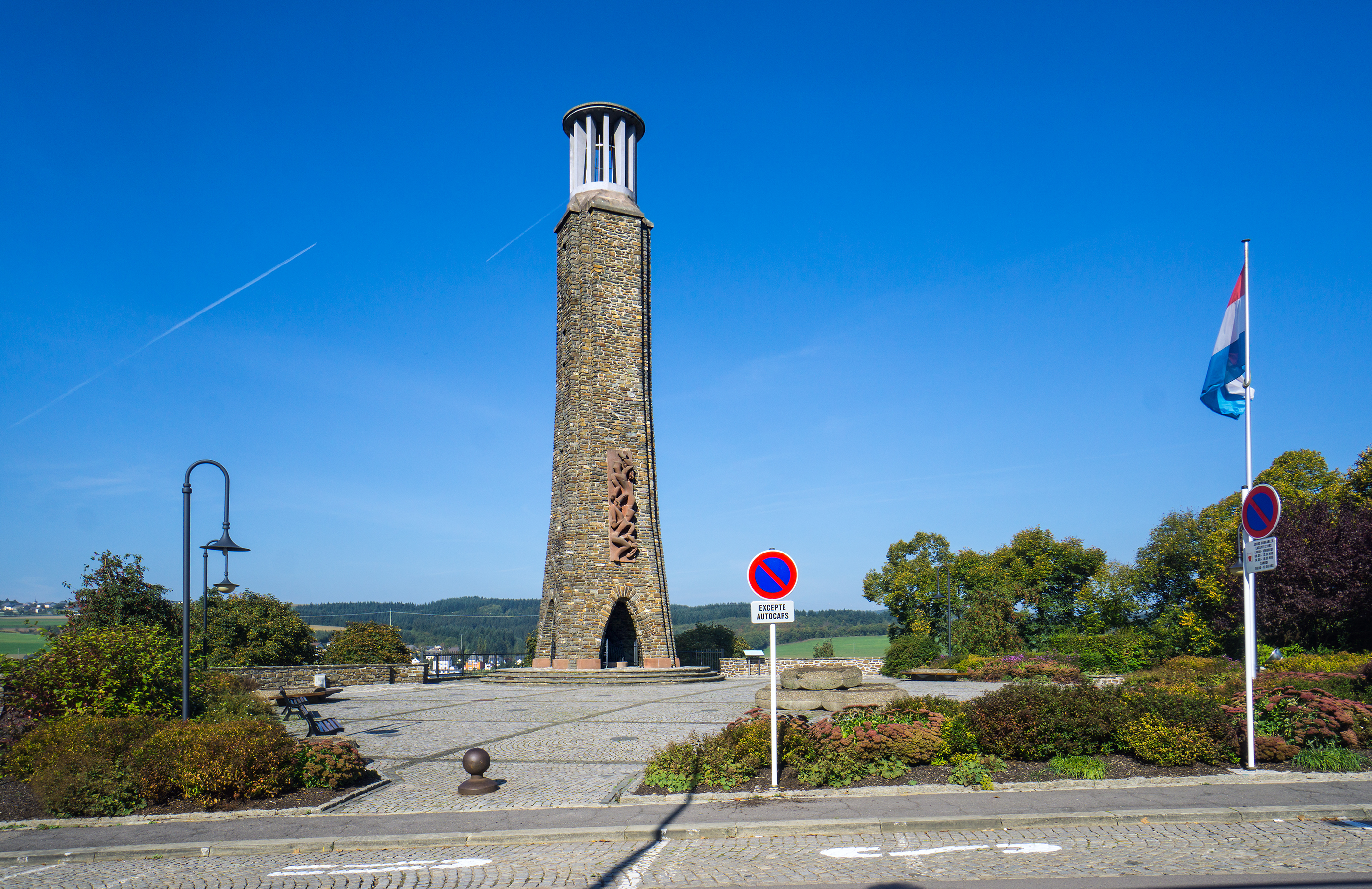
Nationale Streikdenkmal

Das Nationale Streikdenkmal, auch Monument national de la grève, ist ein Denkmal in Wiltz zum Gedenken an die Opfer des Luxemburgischen Generalstreiks vom 31. August und 1. September 1942.

## Geschichte
Nach Einführung der Wehrpflicht im deutsch besetzten Luxemburg im August 1942 kam es am Morgen des 31. August 1942 in Wiltz zum Generalstreik gegen die Besatzer. Am folgenden Tag, dem 1. September 1942, weitete sich der Streik auf ganz Luxemburg aus, worauf die Besatzer mit Gewalt reagierten. 21 Luxemburger wurden hingerichtet.
In der Stadt Wiltz beschloss der Innenminister Eugène Schaus Anfang 1949, die Opfer des Streiks zu ehren. Er ließ ein Denkmal errichten, das hauptsächlich durch Spenden der Strike Monument Society finanziert wurde. Der Architekt Roger Wercollier wurde dann mit dem Bau des Denkmals beauftragt. Er hat alle Pläne gezeichnet. Mit Hilfe seines Bruders Lucien Wercollier schufen sie vier Flachreliefs aus Marmor.
Der Grundstein für das Denkmal wurde am 5. September 1954 gelegt, die Fertigstellung erfolgte am 17. September 1954. Die Einweihung fand am 30. September 1956 statt.
1971 edierte die Deutsche Post der DDR eine Briefmarke Mahnmal Wiltz/Luxemburg.
Am 31. Oktober 2016 wurde das Denkmal in das Ergänzungsinventar der Kulturdenkmale aufgenommen.
Jedes Jahr am 31. August wird eine Gedenkzeremonie zu Ehren der tapferen Opfer organisiert.

## Beschreibung
Das Denkmal besteht aus einem 23 Meter hohen Turm in Form eines Leuchtturms mit einem nach allen Seiten offenen Raum an der Spitze für eine Laterne. Der Turm erhebt sich über einer Krypta, die unter dem Straßenniveau liegt. Er wurde aus Wiltzer Schiefer erbaut. Auf der Straßenseite stellt ein Relief aus rotem Sandstein den Kampf Davids gegen Goliath dar und symbolisiert den mutigen Widerstand der Luxemburger gegen das übermächtige Dritte Reich. Das Relief auf der Rückseite zeigt die Streikenden bei ihrer Hinrichtung im Konzentrationslager Hintzert. Lucien Wercollier schuf zwei weitere Basreliefs für die Krypta des Denkmals. Diese Flachreliefs aus Marmor stellen den Lebens- und Sterbebaum des Märtyrers Sankt Sebastian dar. In der Krypta befindet sich ein Altarraum. An den Wänden befinden sich zwei Tafeln aus schwarzem Granit: Auf der linken Tafel stehen die Namen der 21 Luxemburger, die wegen ihrer Teilnahme am Streik von einem nationalsozialistischen Standgericht zum Tode verurteilt und anschließend erschossen wurden. Auf der rechten Tafel steht: 